# Cappelletti (brydż)
Cappelletti – brydżowa konwencja licytacyjna, jedna z wielu form obrony po otwarciu przeciwnika 1BA, została opracowana przez amerykańskiego eksperta Mike'a Cappellettiego.  Wejścia Cappelletti wyglądają następująco:
```
Kontra Siłowa
2♣     Jednokolorówka w dowolnym kolorze
2
♦
     Dwukolorówka w kolorach starszych
2
♥
     Dwukolorówka kiery z kolorem młodszym
2♠     Dwukolorówka piki z kolorem młodszym
2BA    Oba kolory młodsze
```

Po 2♣ odpowiadający najczęściej licytuje 2♦ na które partner pasuje jeżeli ma kara bądź poprawia na swój kolor, inne odzywki kolorowe są do pasa, a 2BA jest silnym pytaniem o kolor.
Po 2♦, odzywki w kolorach starszych są do gry, w kolorach młodszych są naturalne i forsujące, a 2BA jest silnym relayem.
Po 2♥/♠, 3 w kolor młodszy jest do koloru, 2BA jest relayem.